# Jingyuan (1887)
Die Jingyuan (chinesisch 經遠 / 经远), früher King Yuen oder King Yuan, war ein kleiner Panzerkreuzer, den der Stettiner Vulcan für die Beiyang-Flotte der chinesischen Marine gebaut hatte. Sie sank in der Schlacht am Yalu.
Im September 2018 wurde ein Schiffswrack, das in den Gewässern vor der Küste der nordostchinesischen Provinz Liaoning gefunden wurde, als das des Kreuzers Jingyuan bestätigt.

## Baugeschichte
1880 erging der Auftrag über 12,5 Millionen Mark für die 7000-t-Turmschiffe Dingyuan und Zhenyuan von der chinesischen Regierung nach Deutschland an die AG Vulcan in Stettin, die seit 1878 die chinesische Regierung umworben hatte und dabei von der Firma Krupp unterstützt wurde, die Geschütze in großem Umfang nach China lieferte. Ein drittes Schiff konnte nicht als Schlachtschiff bestellt werden, da der chinesischen Marine keine hinreichenden Mittel zur Verfügung standen. Die Jiyuan wurde viel kleiner als erster Panzerkreuzer in Deutschland gebaut.
Diesem Großauftrag der neuen chinesischen Flotte folgte 1885 der Auftrag für zwei kleine Panzerkreuzer oder Panzerkanonenboote. Gleichzeitig wurden zwei geschützte Kreuzer bei Armstrong bestellt, die Zhiyuan, auch Chih Yuen genannt, und die Jingyuan, auch Ching Yuen genannt, die jedoch im chinesischen anders ausgesprochen und geschrieben (靖遠 / 靖远) wird.
Die Kiellegung der Jingyuan erfolgte 1885 in Stettin und der Stapellauf am 3. Januar 1887. Im Juli 1887 wurde das Schiff übernommen, bis zum November 1887 nach Xiamen überführt und im Frühjahr 1888 schließlich in die Beiyang-Flotte aufgenommen.
Die Jingyuan/King Yuen verdrängte 2850 t und erzielte eine Höchstgeschwindigkeit von 16 Knoten. Ihre Bewaffnung bestand aus einem Bugturm mit zwei 210-mm-L/35-Krupp-Geschützen, zwei 150-mm-L/35-Krupp-Kanonen an den Seiten und vier 457-mm-Schwarzkopff-Torpedorohren. Dazu kamen noch zwei 47-mm-L/43- und fünf 37-mm-L/20-Hotchkiss-Schnellfeuer-Kanonen. Die Panzerung der Schiffe war nicht sehr umfangreich. Sehr nachteilig im Kriegseinsatz erwies sich der vorhandene hohe Holzanteil und der Einbau eines repräsentativen Teakdecks.

## Einsatzgeschichte
Im Sommer 1889 besuchten die beiden neuen Panzerkreuzer gemeinsam mit chinesischen Schulschiffen Wladiwostok. Im Frühjahr 1894 liefen beide mit den Turmschiffen Dingyuan und Zhenyuan bis nach Singapur, wurden aber wegen der Spannungen mit Japan nach Weihaiwei zurückbeordert.
Im Ersten Japanisch-Chinesischen Krieg nahm die Jingyuan wie ihr Schwesterschiff am 17. September 1894 an der Seeschlacht am Yalu gegen die Kaiserlich Japanische Marine teil, wo sie von der japanischen Fliegenden Division mit ihren Geschützten Kreuzern durch deren überlegene Geschwindigkeit vom Rest der Flotte abgeschnitten wurde. Die Takachiho und die Yoshino schossen die Jingyuan/King Yuen in Brand, die schließlich mit fast ihrer gesamten Besatzung sank.

## SchwesterschiffLaiyuan

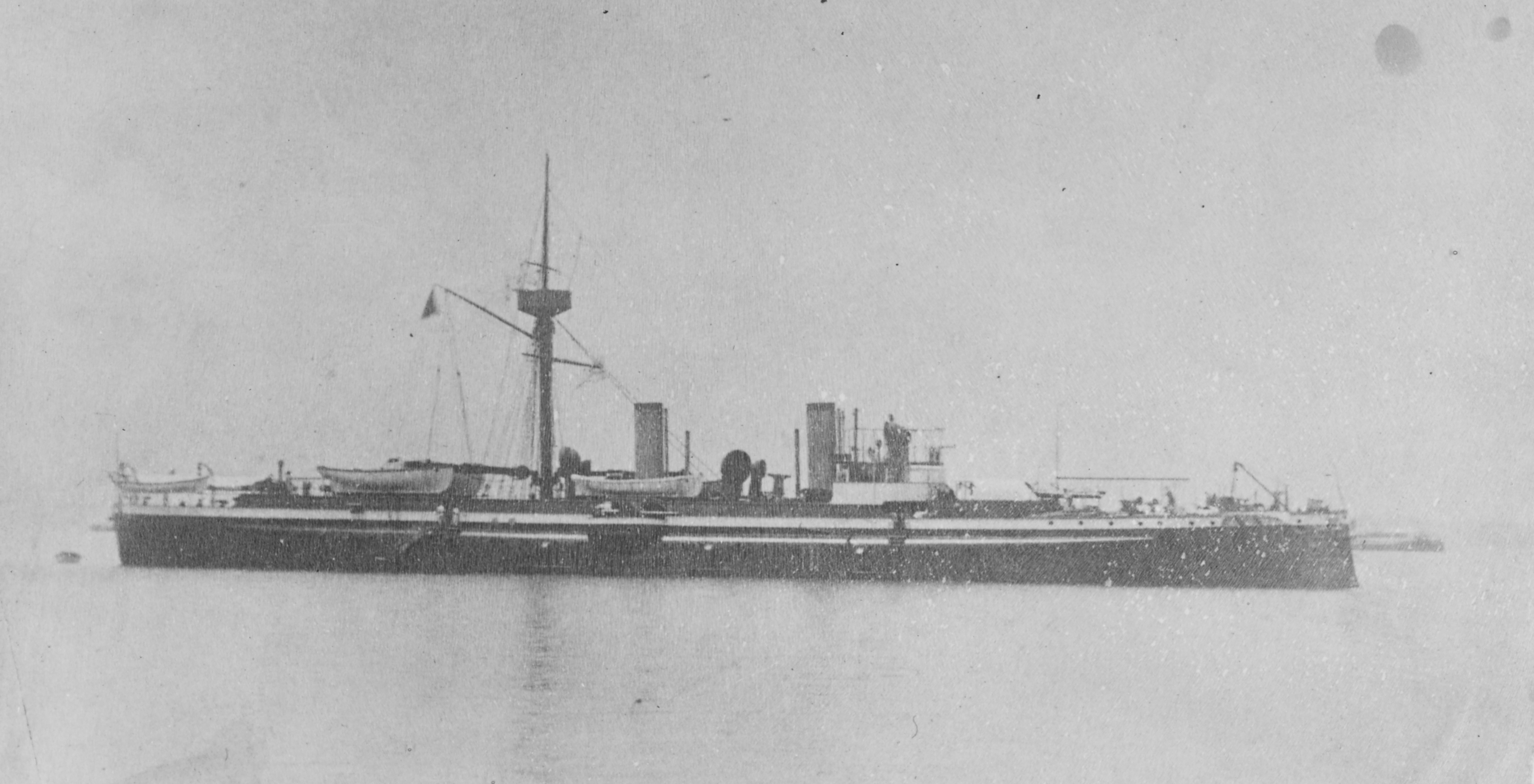
Die Laiyuan

Das gleichzeitig bestellte Schwesterschiff Laiyuan (來遠 / 来远, auch Lai Yuen) lief etwas später am 25. März 1887 vom Stapel und versah ihren Dienst meist gemeinsam mit der Jingyuan/King Yuen. In der Seeschlacht am Yalu am 17. September 1894 wurde die Laiyuan frühzeitig schwer getroffen und geriet in Brand. Sie verließ die Schlachtordnung und rettete sich nach Lüshunkou.

Instand gesetzt kehrte sie zur Flotte nach Weihaiwei zurück und wurde von den Chinesen dort am 9. Februar 1895 versenkt.